# ديفيد نورمان
ديفيد نورمان (6 مايو 1962 بغلاسكو في المملكة المتحدة - ) هو لاعب كرة قدم كندي في مركز الوسط، شارك في كأس العالم 1986 والألعاب الأولمبية الصيفية 1984. وشارك مع منتخب كندا لكرة القدم. أما مع النوادي، فقد لعب مع فانكوفر وايتكابس ونادي كلية جامعة دبلن وفانكوفر وايتكابس وفانكوفر وايتكابس (نادي كرة قدم) وTacoma Stars (1983–1992) ‏ وWinnipeg Fury ‏.

## وصلات خارجية
- ديفيد نورمان على موقع الاتحاد الدولي (مؤرشف)  (الإنجليزية)
- ديفيد نورمان على موقع قاعدة بيانات كرة القدم.إي يو (الإنجليزية)
- ديفيد نورمان على موقع ناشيونال فوتبول تيمز (الإنجليزية)
- ديفيد نورمان على موقع أوليمبيديا (الإنجليزية)